# Louis Chiron

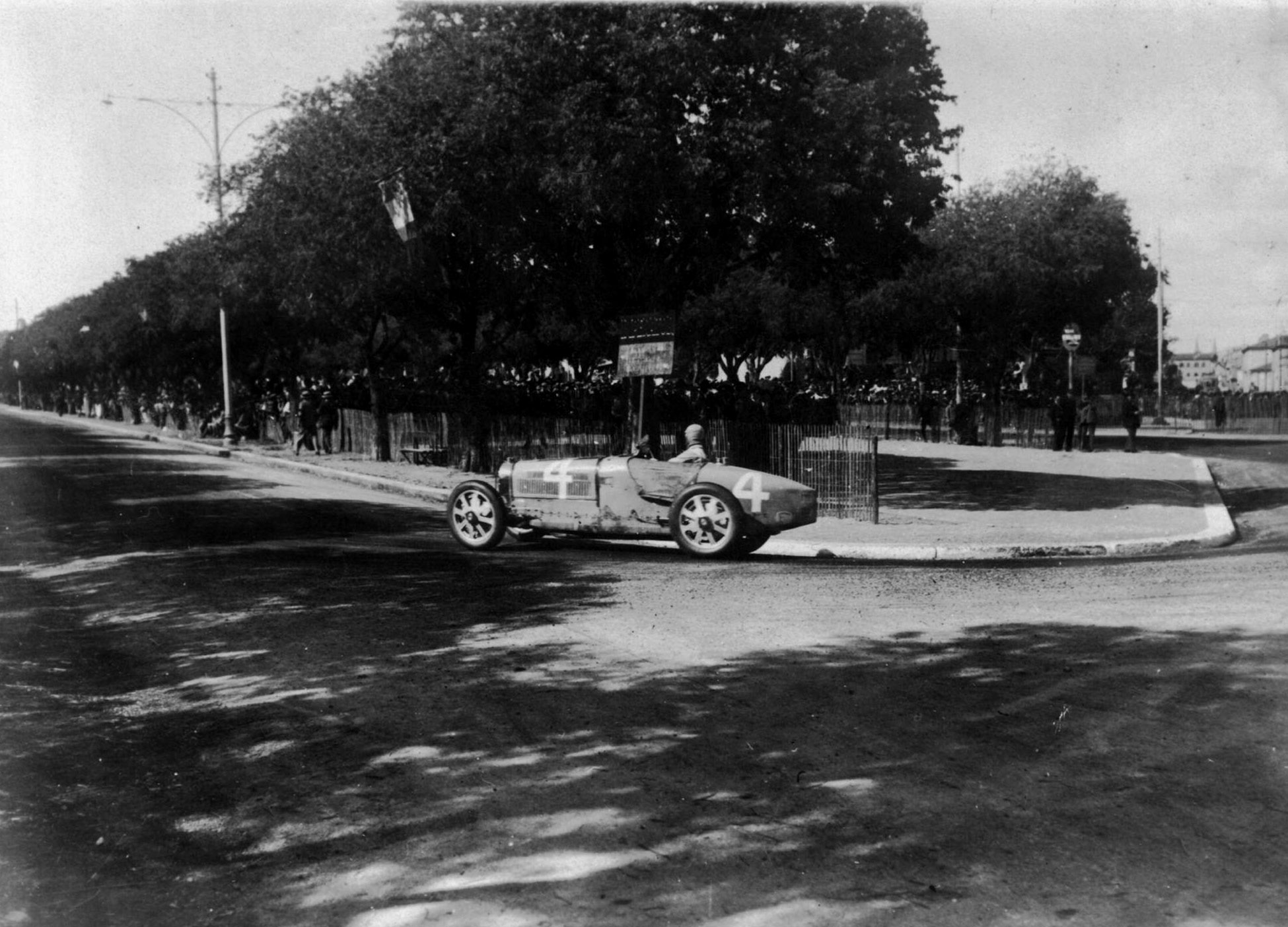
Louis Chiron

Louis Alexandre Chiron, (n. 3 august 1899 - d. 22 iunie 1979), a fost un pilot de curse auto, originar din Monaco.